# Comuna Varna, Varna
Varna (în bulgară Варна) este o comună în regiunea Varna, Bulgaria, formată din orașul Varna și satele Kamenar, Kazașko, Konstantinovo, Topoli și Zvezdița. 

## Demografie
Componența etnică a comunei Varna
     Turci (3,22%)
     Romi (1,02%)
     Bulgari (84,6%)
     Nicio identificare (10,13%)
     Altele (1,01%)
La recensământul din 2011, populația comunei Varna era de 343.704 locuitori. Din punct de vedere etnic, majoritatea locuitorilor (84,6%) erau bulgari, existând și minorități de turci (3,22%) și romi (1,02%). Pentru 10,13% din locuitori nu este cunoscută apartenența etnică.